# Bruce H. Mann
Bruce Hartling Mann, né le 27 avril 1950 est un professeur de droit à la faculté de droit de Harvard et un historien du droit, dont les travaux portent sur les relations entre les changements juridiques, sociaux et économiques au début de l'Amérique. Il a commencé à travailler comme professeur à Harvard à l'automne 2006, après avoir été professeur de droit et d'histoire à l'université de Pennsylvanie.

## Éducation
Mann est diplômé de l'école secondaire Hingham en 1968. Il est diplômé d'un Bachelor of Arts et d'un Bachelor of Science de l'université Brown, en 1972. Il fait ensuite ses études à l'université Yale, où il obtient un master de philosophie et un doctorat de droit en 1975, ainsi qu'un doctorat de philosophie en 1977. Sa thèse s’intitule « Rationalité, changement juridique et communauté dans le Connecticut, 1690-1760 ». Mann est autorisé à exercer le droit dans le Connecticut depuis 1975.

## Carrière
Après l’obtention de ses diplômes, Mann a enseigné à l’École de droit de l’université du Connecticut, à l’université Washington de Saint-Louis, à l’université de Houston, l’université du Texas, l’université du Michigan, et au département d’histoire de l’université de Princeton. En 1987, il commence à enseigner à l’université de Pennsylvanie.

## Vie personnelle
Mann est marié à Elizabeth Warren, sénatrice américaine du Massachusetts et ancienne professeure de droit.

## Récompenses
- Prix du livre Shear de la Society for Historians of the Early American Republic[3].
- Prix Littleton-Griswold de l’American Historical Association[3].
- Pris J. Willard Hurst de la Law and Society Association[3].